# 古尚潔
古尚潔（西班牙語：Jose Maria Ellacuria Bescoechea，1928年11月13日—2020年12月9日），西班牙耶穌會神父，長年支持臺灣勞工運動與關懷臺灣國際移工勞權。

## 生平
1928年11月13日，古尚潔出生於西班牙波爾圖加萊特，1948年10月4日在烏爾杜尼亞-奧爾杜尼亞加入耶穌會。他四名兄弟中就有三位同為耶穌會神父，其中一位曾擔任南薩爾瓦多的耶穌會大學校長。1956年，古尚潔到中國大陸傳教。
1962年3月18日，古尚潔於聖母無原罪主教座堂領受司鐸聖職，1965年2月2日在新竹矢發末願。
臺灣經濟快速起飛時，有工運專業知識的古尚潔鑑於臺灣社會由農村經濟轉型為工商社會，大量農村人口湧入都市及工業區就業，部分勞工因缺乏支持和教育，常面臨工安、勞資糾紛，計畫建立這關懷組織。他常赴耶穌會所屬的神學院、學校、醫院、修會，演講有關勞工、社會福利等問題。1971年1月1日，他在新竹設立「勞工關係研究室」，後改名「新事勞工中心」。此單位早年服務對象是臺灣勞工，舉辦訓練活動，協助勞工瞭解自身的權益，1983年開始推動工會幹部認識《勞動基準法》，之後關懷範圍拓展到國際移工。該中心主任廖盼生表示，大約1986年左右前，已有菲律賓籍天主教友經由在臺灣的神職人員會轉介到新事勞工中心。
古尚潔幫助臺灣工運團體全國自主勞工聯盟加入世界勞工聯盟。曾因工運而入獄的曾茂興在臨終前坦言，如果沒有古尚潔從世界勞工聯盟爭取的國際補助，自主工聯是不可能存下來的。
1980年代，對於臺灣勞權重視的宗教人物，在基督新教方面以台灣基督長老教會的台籍牧師居多，如高俊明、紀元德、林宗正牧師等；在天主教，方面則有馬赫俊的愛生勞工中心、古尚潔的新事勞工中心、高文深的希望職工中心、及孔曉綸的懷仁職工中心較為一般基層勞工熟知。這些人因為外國人，在臺灣工運活動中自然就相當突出，長期以來均被情治單位所注意。其中古尚潔因涉及參與勞工運動，被中華民國政府列為「不受歡迎人物」。
1988年11月12日，訴求《工會法》、《勞動基準法》修正的「二法一案」遊行隊伍，自臺北國父紀念館出發；耶穌會台北教區昨一晚決議支持該項遊行，並由古尚潔發出聲明，這是臺灣的天主教教會首次明確表示同意所屬教徒參與和教會無直接關係的外界活動。對此引起臺灣的天主教會是否主張解放神學，台灣神學院教授董芳苑不認同，指出這活動是關懷社會的具體作法，教會代表部份人民對某些社會問題表達意見，這種走向其實是很健康的。
1989年春，中華民國政府將馬赫俊驅逐出境；對古尚潔則以不准延期居留，以3月25日為離開臺灣的期限。3月19日，當記者想問古尚潔不能留在臺灣是否是政治問題時，隨行的天主教花蓮教區總主教單國璽打斷，說古神父現在不適合發表任何言論。當時記者報導，警方希望古尚潔先離臺灣一年，若要再回，將同意核發簽證，但古尚潔本人對警方的話不太相信。同月21日台北市政府警察局先發延長居留證，古尚潔便於23日暫離臺灣。同年中，天主教中國主教團首度公開表明立場，告誡台灣大主教區神職人員及教友們，為勞工服務是宗教性、而非政治性，禁止神職人員參與罷工、示威等走上街頭活動。
1996年，古尚潔從臺灣回西班牙，定居於聖塞巴斯提安。接掌新事勞工中心的韋薇修女有感中心財務日趨困難，乃以「新事社會服務中心」名義向台北市政府社會局申請立案獲准。
2020年12月9日凌晨，古尚潔在聖塞巴斯提安去世。